# The Power of Sex
The Power of Sex è il secondo album in studio del gruppo eurodance tedesco E-Rotic, pubblicato nel 1996.

## Tracce
1. Willy Use a Billy... Boy – 3:41
2. Why – 4:13
3. Help Me Dr. Dick – 3:42
4. Ecstasy – 3:59
5. The Power of Sex – 3:35
6. Love And Sex Are Free – 3:21
7. Talk to Your Girl – 4:47
8. Fritz Love My Tits – 4:08
9. Erotic Dreams – 4:49
10. Tears in Your Blue Eyes – 3:57
11. Gimme Good Sex – 3:50
12. Angel's Night – 3:54
13. Freedom – 4:07
14. Willy Use a Billy ... Boy (the house remix) – 6:02
15. Help Me Dr. Dick (the first aid remix) – 5:54